# 斎藤祥三郎
斎藤 祥三郎（さいとう しょうざぶろう、1863年 - 1906年）は、農学士、翻訳者。外務省主任翻訳官。
戦前の駐米特命全権大使、斎藤博の父。

## 経歴
長岡市生まれ。旧制長岡洋学校卒、札幌農学校卒業、札幌農学校英語講師。私立東京英語学校 (日本学園中学校・高等学校の前身) 講師を務めた。息子の斎藤博も私立東京英語学校で学んだ。

## 著作
- 「米作改良案」　出版者・榎本善兵衛（埼玉県久喜町）　1906年（明治25年）
- 「LESSONS IN ENGLISH」東京文學院　発刊年不詳（明治時代）
- 『玻氏ノ書ニ拠ル英仏独和四国会話』　バーテル著、成美堂、1899年（明治32年）
- 『英和会話集（坡氏）』バーテル著、斎藤祥三郎訳、成美堂、1899年（明治32年）
- 『仏和会話集（坡氏）』バーテル著、斎藤祥三郎訳、成美堂、1899年（明治32年）
- 『独和会話集（坡氏）』バーテル著、斎藤祥三郎訳、成美堂、1899年（明治32年）